# Каган, Гитта Яковлевна
Гита Яковлевна Каган (1916—1983) — доктор медицинских наук, профессор микробиологии и вирусологии, лауреат Ленинской премии (1974).

## Биография
С 3 ноября 1938 по июнь 1941 года работала и училась в аспирантуре на кафедре микробиологии и эпидемиологии Киевского медицинского института.
С 1945 по 1983 год в ИЭМ АМН СССР имени Н. Ф. Гамалеи, последние должности — заведующая лабораторией микоплазм и начальник отдела микробиологии.
В 1963 г. защитила докторскую диссертацию на тему «Биологические особенности L-форм некоторых патогенных видов бактерий». Профессор.
Умерла в Москве в начале января 1983 года.

## Сочинения
- Микоплазма-инфекция в культурах ткани [Текст] / Г. Я. Каган, И. В. Раковская ; Акад. мед. наук СССР. — Ленинград : Медицина. Ленингр. отд-ние, 1968. — 173 с. : ил.; 22 см.
- Биология L-форм бактерий [Текст] / В. Д. Тимаков, Г. Я. Каган. — Москва : Медгиз, 1961. — 235 с. : ил.; 27 см.
- Семейство Mycoplasmataceae L-формы бактерий [Текст] / В. Д. Тимаков, Г. Я. Каган. — Москва : Медицина, 1967. — 336 с. : ил.; 22 см.
- L — формы бактерий и семейство Mycoplasmataceae в патологии [Текст] / В. Д. Тимаков, Г. Я. Каган ; Акад. мед. наук СССР. — Москва : Медицина, 1973. — 392 с., 2 л. ил. : ил.; 24 см.

## Награды
- Ленинская премия 1974 года (в составе коллектива) — за цикл исследований роли Л-форм бактерий семейства микоплазм в инфекционной патологии.